# Cabiria
Cabiria (Nederlandse titel: Maciste, de held van Cabiria of Maciste als redder van Cabiria) is een Italiaanse sandalenfilm uit 1914 onder regie van Giovanni Pastrone. De film is deels gebaseerd op de roman Salammbô (1862) van de Franse auteur Gustave Flaubert. De Italiaanse auteur Gabriele D'Annunzio schreef mee aan het scenario.

## Verhaal
Wanneer de Etna uitbarst tijdens de Tweede Punische Oorlog ziet een zeeroversbende zijn kans schoon om de Romeinse maagd Cabiria te schaken. Zij wordt verkocht aan de Carthagers, die haar aan de god Moloch willen offeren. De Romein Fulvio Axilla tracht haar te redden uit de klauwen van de vijand.

## Rolverdeling
| Acteur                   | Personage        |
| ------------------------ | ---------------- |
| Carolina Catena          | Cabiria als kind |
| Lidia Quaranta           | Cabiria          |
| Gina Marangoni           | Croessa          |
| Dante Testa              | Karthalo         |
| Umberto Mozzato          | Fulvio Axilla    |
| Bartolomeo Pagano        | Maciste          |
| Raffaele di Napoli       | Bodastoret       |
| Emilio Vardannes         | Hannibal         |
| Edoardo Davesnes         | Hasdrubal        |
| Italia Almirante Manzini | Sofonisba        |
| Alessandro Bernard       | Koning Siface    |
| Luigi Chellini           | Scipione         |
| ?                        | Lelius           |
| Vitale Di Stefano        | Massinissa       |
| Enrico Gemelli           | Archimede        |
| Ignazio Lupi             | Arbace           |